# اومی، ناگانو
اومی، ناگانو (به لاتین: Omi, Nagano) یک منطقهٔ مسکونی در ژاپن است که در Higashichikuma District واقع شده‌است. اومی ۳۴٫۳۸ کیلومتر مربع مساحت و ۲٬۷۳۲ نفر جمعیت دارد.